# Schule Lange Reihe 81
Das Schulgebäude Lange Reihe 81 in Bremen-Walle, Lange Reihe 81 entstand bis 1929.
Das Haus steht (ohne rückwärtigen Erweiterungsbau) seit 1984 unter Bremer Denkmalschutz.

## Geschichte
Das ehemalige Lyzeum des Westens wurde von 1927 bis 1929 nach dem Entwurf des Hochbauamtes Bremen unter Oberleitung von Oberbaurat Hans Ohnesorge und nach Plänen von Baurat Karl August Öhring und Architekt Johannes Ernst Windrath gebaut. Das langgestreckte, viergeschossige, kubische Gebäude entsprach dem Stil der Zwischenkriegszeit. Im Zentrum der zwei Gebäudetrakte gliedert ein turmartiger, wuchtiger Bauteil Die Fassade hat ein kunsthandwerklich anspruchsvoll ornamentiertes Klinkermauerwerk mit Keramiken der Kieler Keramischen Werkstätten. 
Die Bildhauerarbeiten stammen von Heinrich Lange. Die Brunnen in den Treppenhaushallen sind von Ernst von Wachold.

### Lyzeum
Das Lyzeum war eine Art Realschule für Mädchen. Seit 1938 hieß sie Oberschule für Mädchen im Westen. Im Zweiten Weltkrieg war auf dem Turm ein Beobachtungsstand der Flak. 

### Pädagogische Hochschule
Nach dem Krieg bestand in Bremen das Bedürfnis eine Pädagogische Hochschule zu gründen. Im Sommer 1947 nahm die neu gegründete Pädagogischen Hochschule Bremen (PH) zuerst in der Schule an der Vegesacker Straße in Bremen-Walle ihren Betrieb auf. Kurz darauf konnte sie noch 1947 auch mit einer provisorischen Lehrtätigkeit im ehemaligen Lyzeum beginnen. Bis 1950 war der erste Aufbau der PH abgeschlossen. Von 1971 bis 1974 folgte die fachliche und räumliche Integration der Pädagogischen Hochschule in die Universität Bremen. 

### Schulzentrum
Das Schulgebäude diente nach 1974 als örtliche Schule und nahm die Oberstufe des Gymnasiums am Waller Ring auf, das damals mit über 1000 Schülern das einzige Gymnasium im Bremer Westen war.
1979 wurde das Gymnasium am Waller Ring als Folge der großen Schulreform in zwei Schulen geteilt. Die Sekundarstufe I blieb im alten Gebäude, und die Schule an der Lange Reihe wurde selbständiges Schulzentrum der Sekundarstufe II. Heute besteht die Berufsbildende Schule für Gesundheit, Pflege und Soziales aus drei Standorten und hat hier ihren Hauptstandort.